# كارلينهوس (لاعب كرة قدم مواليد 1997)
كارلينهوس هو لاعب كرة قدم برازيلي في مركز الهجوم، ولد في 12 فبراير 1997 في جاوو في البرازيل. لعب مع نادي كورينثيانز.

## وصلات خارجية
- كارلينهوس (لاعب كرة قدم مواليد 1997) على موقع قاعدة بيانات كرة القدم.إي يو (الإنجليزية)
- كارلينهوس (لاعب كرة قدم مواليد 1997) على موقع Soccerway.com (الإنجليزية)